# Hans Jakob Escher
Hans Jakob Escher vom Glas (Zürich, 15 april 1783 - Zürich, 7 juni 1854), was een Zwitsers politicus.
Hans Jakob Escher behoorde tot de bekende patriciërsfamilie Escher uit de stad Zürich. Hij studeerde rechten en volgde een opleiding tot koopman. Hij leidde het familiebedrijf, een zijdefabriek, tot 1813, toen zijn jongere broers, Martin en Heinrich Escher, deze overnamen. Hij handelde daarna in katoen.
Hans Jakob Escher was van 1820 tot 1823 rechter en van 1821 tot 1823 was hij tevens vicepresident van de rechtbank. Van 1824 tot 1830 was hij president van de rechtbank. Van 1818 tot 1849 was hij lid van de Grote Raad van het kanton Zürich en van 1833 tot 1851 was hij lid van de schoolraad van de stad Zürich.
Hans Jakob Escher werd in 1831 als opvolger van Georg Konrad Bürkli tot stadspresident van Zürich (dat wil zeggen burgemeester) gekozen. Hij bleef dit tot 1837.
Hij overleed op 7 juni 1854 in de stad Zürich.